# Tom Lynagh
Tom Lynagh (Montebelluna, Italia, 14 de abril de 2003) es un jugador profesional ítalo-australiano de rugby que se desempeña en la posición de apertura en Queensland Reds, equipo perteneciente a la liga Súper Rugby.

## Carrera
En 2019, Lynagh se unió al equipo Harlequins FC (2019-2021), después pasó a Queensland Reds, donde lleva jugando dos temporadas. También es parte de la Selección de rugby de Australia.